# Камбуи (Минас-Жерайс)
Камбуи (порт. Cambuí) — муниципалитет в Бразилии, входит в штат Минас-Жерайс. Составная часть мезорегиона Юг и юго-запад штата Минас-Жерайс. Входит в экономико-статистический  микрорегион Позу-Алегри. Население составляет 26 484 человека на 2006 год. Занимает площадь 242,859 км². Плотность населения — 109,1 чел./км².
Праздник города — 24 мая.

## История
Город основан 24 мая 1892 года. 

## Статистика
- Валовой внутренний продукт на 2003 год составляет 183 168 814,00 реалов (данные: Бразильский институт географии и статистики).
- Валовой внутренний продукт на душу населения на 2003 год составляет 7364,46 реалов (данные: Бразильский институт географии и статистики).
- Индекс развития человеческого потенциала на 2000 год составляет 0,786 (данные: Программа развития ООН).

## География
Климат местности: горный тропический. В соответствии с классификацией Кёппена, климат относится к категории Cwb.